# Catherine Chamié
Catherine Chamié (1888-1950) est une chimiste russe naturalisée française. Chimiste au service des mesures du laboratoire Curie de l'Institut du radium à partir de 1919, elle y a fait des recherches sur la photographie des rayonnements.

## Biographie
Catherine Chamié est née à Odessa le 13 décembre 1888 d'un père syrien de Damas, Antoine Châmiyya, et d'une mère russe, Hélène Golovkine,. En 1907, elle part faire ses études supérieures à la Faculté des sciences de l'Université de Genève. En 1913, elle soutient une thèse intitulée Influence de la rapidité des variations du champ magnétisant sur l'hystérésis alternative sous la direction de Charles-Eugène Guye.
Pendant la Première Guerre mondiale, Catherine Chamié est infirmière de guerre dans les cliniques installées à l'université d'Odessa jusqu'en 1916. Le 4 avril 1919, Catherine Chamié, avec sa mère, ses deux frères et sa sœur fuit Odessa, avec les troupes françaises et émigre en France.
Installée à Paris, Catherine Chamié devient enseignante de sciences au Lycée russe de Paris en 1920 et donne quelques cours particuliers. Elle suit en parallèle les cours libres de sciences et de philosophie du Collège de France.
Le 21 janvier 1921, elle écrit à Marie Curie pour lui demander de l'accueillir à mi-temps dans son laboratoire à titre bénévole. C'est le 15 avril 1921 qu'elle commence à travailler au laboratoire Curie de l'Institut du radium. Très vite, elle obtient une bourse de recherche puis un emploi rémunéré. En 1934, elle prend la responsabilité  du département des appareils de mesure pour les recherches dans domaine des applications médicales.
En 1929, avec toute sa famille, elle obtient la nationalité française.
Alors qu'elle ne travaille qu'à mi-temps au laboratoire Curie, les missions dont elle est chargée et ses recherches personnelles lui valent, en 1950, selon ses propres dires, "une radiodermite au médium de la main gauche, une perte partielle d’élasticité des tissus de cinq de ses doigts, une hypersensibilité aux rayonnements des yeux et du visage, une formule sanguine inversée et une anémie récurrente due à une chute de globules rouges." 
Elle décède le 14 juillet 1950.

## Travaux scientifiques
Au laboratoire Curie, elle s’occupe principalement de la préparation de sels de radium et de l'analyse des minerais radioactifs provenant du Congo au sein du service des mesures. En 1934, à la suite du départ de Renée Galabert, c’est elle qui prend la responsabilité du service. 
Outre cette mission concernant l'attestation des taux de radioactivité dans les produits qui lui sont soumis et la fabrication de doses précises, mais également la fabrication d'étalons secondaires du radium, Catherine Chamié publie, entre 1921 et 1950, quarante trois articles de recherche dans les comptes-rendus de l'Académie des sciences, le Journal de physique ou encore le Journal de Chimie-Physique. Son travail personnel a porté sur l'effet photographique des groupements d'atomes, effet qui porte son nom. Elle présente cette découverte dans son article  "Formation du corps solide par les radioéléments."  dans le Journal de Physique et le radium en 1946.
Parallèlement à son enseignement secondaire le matin, son travail l'après-midi au laboratoire Curie, elle suit les cours de philosophie de la connaissance et de psychologie du Collège de France. Elle publie alors dans ce domaine deux ouvrages : Principes nouveaux de psychologie, leur application à l'étude des systèmes de connaissances et de la personnalité en 1937 et Psychologie du savoir, formation, structure et évolution du savoir scientifique en 1950.

## Bourse Catherine Chamié
Créée en l’honneur de Catherine Chamié (1888-1950) et lancée à l’initiative du Rassemblement des étudiants libanais à Paris — RELP (Association loi 1901), la bourse Chamié est une bourse d’études lancée par le polytechnicien Michel Aoun, et présidée par l'écrivain Abdallah Naaman, destinée à aider un étudiant libanais poursuivant des études supérieures en France.

## Œuvres
- 1937, Principes nouveaux de psychologie, leur application à l'étude des systèmes de connaissance et de la personnalité,
- 1950, Psychologie du savoir : Formation, structure et évolution du savoir scientifique, Éditions Hermann et Cie,